# Sockerkulör
Sockerkulör (i dagligt tal ofta karamellfärg) är en livsmedelsfärg som framställs genom karamellisering av socker. Den är mer oxiderad än karamell och luktar bränt socker, och har en något bitter smak. Färgen varierar från blekgul till mörkt brun. Den har E-nummer E150 och återfinns i bland annat julmust, Newcastle Brown Ale (öl) och många populära läskedrycker, bland annat Coca Cola och Pepsi.
Kulören är en av de äldsta och mest använda livsmedelsfärgämnena, och påträffas i nästan all sorts industriellt producerad mat, däribland smeter, mörkt bröd, bullar, choklad, kakor, halstabletter, mörka alkoholdrycker såsom brandy, rom, öl och whisky, chokladsmaksatt mjölbaserad konfektyr, vaniljkrämer, dekorationer, fyllningar och garneringar, potatischips, efterrättsblandningar, munkar, fisk och musselpålägg, frusna desserter, fruktinläggningar, glykostabletter, glass, pickles, såser och dressingar, läskedrycker, sötsaker, vinäger och viner.

## Tillverkning
Sockerkulör görs genom att kontrollerat värma kolhydrater (näringshaltiga sötningsmedel som är monomer glukos och fruktos eller dess polymer, exempelvis glukossiraper, rörsocker, invertsockersirap och dextros), vanligtvis livsmedelsklassade syror, alkali, och salter, i en process kallad karamellisering. Skumbekämpningsmedel kan användas som processhjälpmedel under tillverkningen. Till skillnad från karamellgodis, krävs det maximal oxidation av sockret för att få ett karamellkoncentrat som luktar bränt socker och smakar relativt bittert, i dess råa vätskeform. Dess färger varierar från blekgul till mörkbrun. 
Molekylerna är antingen positivt eller negativt laddade beroende på reaktanterna som används i tillverkningen. Problem såsom precipitation, sammanklumpning eller sedimentation kan elimineras om man använder ordentligt laddade sockerkulörer för användningen.

## Klassificering
Joint FAO/WHO Expert Committee on Food Additives (JECFA) klassar fyra sorters sockerkulör, vilka åtskiljer i användningsområde och använda reaktanter under tillverkningen, alla med egna e-nummer: 
| INS Nummer | E-nummer | Beskrivning                                                                                         | Restriktioner för förberedning                             | Används i                         |
| ---------- | -------- | --------------------------------------------------------------------------------------------------- | ---------------------------------------------------------- | --------------------------------- |
| 150a       | E150a    | Vanlig sockerkulör, frätande sockerkulör                                                            | Inga ammoniak- eller sulfitföreningar kan användas         | Whiskey                           |
| 150b       | E150b    | "Kaustiksulfitprocessen", frätande sulfitsockerkulör                                                | Sulfitföreningar kan användas, men inte ammoniakföreningar |                                   |
| 150c       | E150c    | "Ammoniakprocessen", ammoniaksockerkulör, bagares sockerkulör, konditors sockerkulör, ölsockerkulör | Ammoniakföreningar kan användas, men inte sulfitföreningar | Öl, syntetisk soja, och konfektyr |
| 150d       | E150d    | "Ammoniaksulfitprocessen", sulfitammoniaksockerkulör, syrafast sockerkulör, läskedrycksockerkulör   | Både sulfit- och ammoniakföreningar kan användas           | Sura miljöer såsom läskedrycker   |

## Fysiska egenskaper
Sockerkulör är en kolloid. Även om de huvudsakliga funktionerna av sockerkulör är för att färga saker, kan det även användas på andra sätt. I läskedrycker fungerar den som emulgeringsmedel för att försena bildningen av vissa sorters "floc" och dess små skyddande egenskaper kan hjälpa till att förebygga oxidation bland smakkomponenterna i drycker på flaska.

## Toxikologi
JECFA har satt ADI på sockerkulör i klass 1 som "ospecificerad", klass 2 till 0-160 mg/kg kroppsvikt, klass 3 till 0-200 mg/kg kroppsvikt och klass fyra till 0-200 mg/kg kroppsvikt. Trots påståenden om att ämnena skulle vara carcinogena, har inga bevis på det påträffats. På grund av dess höga tillverkningstemperatur, höga syranivåer och höga tryck under tillverkning, så är ämnet sterilt och stöder inte mikrologiskt växande om det inte är utspätt.